# 下李乡
下李乡，是中华人民共和国山西省临汾市隰县下辖的一个乡镇级行政单位。

## 行政区划
下李乡下辖以下地区：
下李村、张村、长寿村、均庄村、桑湾村、二老坡村、后峪村、太平村、冯家村、鸭湾村、辛庄村、峨仙村、梁家河村和解家圪塔村。